# Colobodontium vulpinum
Colobodontium vulpinum là một loài Rêu trong họ Sematophyllaceae. Loài này được (Mont.) S.P. Churchill & W.R. Buck mô tả khoa học đầu tiên năm 1995.